# Ted Clever
A Ted Clever írói álnevet Fekete József használja. 1971. május 27-én született Kiskunfélegyházán. 

## Életpályája
Általános iskolai tanulmányait Tázláron és Dunapatajon folytatta. 1988-ban Kecskeméten a 623. Vágó Béla Szakmunkásképző Iskolában végzett telefonszerelőként.
Első novellája 1989-ben jelent meg a TVR7 akkor népszerűvé vált Ötperces krimi rovatában. Ettől kezdve írásai rendszeresen jelentek meg a krimikkel és misztikus jellegű írásokkal foglalkozó lapokban. 2000 óta tagja a Magyar Újságírók Országos Szövetségének. Elsők között ajánlotta fel írásait (ingyenesen) az éppen alakuló Magyar Elektronikus Könyvtár számára. Azóta írásai az internetnek köszönhetően gyorsan terjedtek az olvasók között.
2018-ban jelent meg első közös kötete Sid Clever-rel, Feketeleves címmel, majd pedig 2019-ben a Kézműves novellák, melyet szintén vele együtt alkottak meg. 

## Művei
- Az őrület szigete
- A repülő kutya
- Feketeleves (2018) társszerző: Sid Clever
- Kézműves novellák (2019) társszerző: Sid Clever
- Tréfa (2022) Társszerző: Sid Clever